# Hansel Atencia
Hansel Giovanny Atencia Suárez (Barrancabermeja, 24 de mayo de 1997) es un jugador de baloncesto hispanocolombiano, que pertenece a la plantilla del Paisas basketball  de la Liga Profesional de Baloncesto de Colombia. Con 1.78 metros de altura, juega en la posición de base.

## Trayectoria
Debutó como profesional en los Búcaros de Bucaramanga de la Liga Profesional de Baloncesto de Colombia.
Tras finalizar su experiencia en la liga universitaria de la NAIA, con la Universidad de Master, el 26 de junio de 2019 ficha por el Þór Akureyri de la Domino's deildin islandesa. En 21 partidos jugados promedió 18.2 puntos y 5.6 asistencias por partido.
El 15 de agosto de 2020 firma por el Haukar Hafnarfjörður. El 5 de noviembre de 2020, debido al parón de la liga islandesa a causa de la Pandemia de COVID-19, es cedido al Titanes de Barranquilla de su país, ganando el título de la Liga Colombiana de Baloncesto 2020.
El 2 de febrero de 2022, se confirma su fichaje por el Oviedo Club Baloncesto de la Liga LEB Oro. Terminó la temporada en el club asturiano participando en 18 partidos en los que registró promedios de 11.6 puntos y 2.5 asistencias.
El 16 de agosto de 2022 firma por el CB Estudiantes de la Liga LEB Oro. En la temporada 2022/23 disputó 25 encuentros con unos promedios de 8.2 puntos y 2.2 asistencias en poco más de 16 minutos.
En junio de 2023 se anuncia su fichaje por el Cáceres Patrimonio de la Humanidad. Completó la campaña 2023/24 promediando 10.3 puntos y 4.1 asistencias. 
El 11 de julio de 2024, firma por el Real Valladolid Baloncesto de la Liga LEB Oro, para cubrir la baja por lesión de Mike Torres.
El 19 de diciembre de 2024, firma un contrato temporal por el Real Betis Baloncesto de la Primera FEB.
El 6 de febrero de 2025, firma por el Club Deportivo Elemental Grupo Alega Cantabria de la Primera FEB.
```
Atencia recientemente ha sido fichado por Paisas Colombia en mayo de 2025, llevando al equipo a juagar la final del baloncesto Colombiano el próximo 12 de julio de 2025 en Medellín.
```

## Selección nacional
Atencia jugó el Campeonato Sudamericano de Baloncesto Sub-15 de 2012 y el Campeonato Sudamericano de Baloncesto Sub-17 de 2013, ambos organizados en Uruguay.
Con la selección mayor hizo su debut en un torneo oficial durante el Campeonato Sudamericano de Baloncesto de 2016. Posteriormente estuvo presente en dos ediciones de la FIBA AmeriCup (2017 y 2022), además de haber disputado otros encuentros por la clasificación a las copas continentales y al campeonato mundial. 
Atencia recientemente ha sido fichado por Paisas  Colombia en mayo de 2025, llevando al equipo a juagar la final del baloncesto Colombiano el próximo  12 de julio de 2025 en Medellín.